# Oakland Invaders
| Oakland Invaders                                                     | Oakland Invaders                                                            |
| Gegründet 1982 Spielen in Oakland, Kalifornien                       | Gegründet 1982 Spielen in Oakland, Kalifornien                              |
| -------------------------------------------------------------------- | --------------------------------------------------------------------------- |
| \| \| \| \| \| \|                                                    |                                                                             |
| Teamfarben                                                           | Blau, Gold, Navy, Weiß                                                      |
| Liga                                                                 |                                                                             |
| - USFL Pacific Division (1983-1984) Western Conference (1984-1985)   |                                                                             |
| Personal                                                             |                                                                             |
| Besitzer                                                             | Tad Taube                                                                   |
| Head Coach                                                           | - John Ralston (1983-1984) - Chuck Hutchison (1984) - Charlie Sumner (1985) |
| Erfolge                                                              |                                                                             |
| Meisterschaften (0)                                                  |                                                                             |
| Division-Siege (2) - Pacific Division 1983 - Western Conference 1985 |                                                                             |
| Play-off-Teilnahmen (2) 1983, 1985                                   |                                                                             |
| Stadien                                                              |                                                                             |
| Oakland–Alameda County Coliseum                                      |                                                                             |
|                                                                      |                                                                             |
|                                                                      |                                                                             |

Die Oakland Invaders waren ein American-Football-Team der United States Football League (USFL) und spielten dort in der Pacific Division, später umbenannt in Western Conference. Die Invaders spielten bzw. existierten nur in den Jahren 1983–1985 in Oakland, Kalifornien.
1985 standen sie im Endspiel der United States Football League, welches mit 28:24 gegen die Baltimore Stars verloren wurde.

## Trainer (Head Coaches)
- John Ralston, 1983 bis 1984, 9 Siege, 12 Niederlagen
- Chuck Hutchison, 1984, 7 Siege, 8 Niederlagen
- Charlie Sumner, 1985, 13 Siege, 4 Niederlagen, 1 Unentschieden